# Parque Nacional San Pedro Mártir
Parque Nacional San Pedro Mártir är en nationalpark i Mexiko.   Den ligger i delstaten Baja California, i den nordvästra delen av landet, 2 100 km nordväst om huvudstaden Mexico City. Parque Nacional San Pedro Mártir ligger 2 509 meter över havet.